# Championnats d'Europe de boxe amateur 1973
Navigation
Édition précédente Édition suivante
La 20e édition des championnats d'Europe de boxe amateur s'est déroulée à Belgrade, Yougoslavie, du 1er au 9 juin 1973. 

## Résultats

### Podiums
| Catégories                    | Or                  | Argent            | Bronze                             |
| Poids mi-mouches (-48 kg)     | Vladislav Sasypko   | Beyhan Fuchedyev  | John Bambrick Enrique Rodríguez    |
| Poids mouches (-51 kg)        | Constantin Gruiescu | Vicente Rodríguez | Gerd Schubert Nikolay Lodin        |
| Poids coqs (-54 kg)           | Aldo Cosentino      | Mircea Tone       | Krzysztof Madej Dimitar Milev      |
| Poids plumes (-57 kg)         | Stefan Förster      | Zoran Jovanović   | Gabriel Pometcu Heikki Vilander    |
| Poids légers (-60 kg)         | Simion Cuţov        | Ryszard Tomczyk   | Wolfgang Schoth Günter Radowski    |
| Poids super-légers (-63,5 kg) | Marijan Beneš       | Anatoliy Kamnyev  | Ulrich Beyer László Juhász         |
| Poids welters (-67 kg)        | Sándor Csjef        | Manfred Weidner   | Živorad Jelesijević Vladimir Kolev |
| Poids super-welters (-71 kg)  | Anatoliy Klimanov   | Wiesław Rudkowski | Peter Tiepold Sandu Tirila         |
| Poids moyens (-75 kg)         | Vyacheslav Lemeshev | Alec Nastac       | Witold Stachurski Pierre Gomez     |
| Poids mi-lourds (-81 kg)      | Mate Parlov         | Janusz Gortat     | Oleg Karatayev Sjeg Verstappen     |
| Poids lourds (+81 kg)         | Viktor Ulyanich     | Peter Hussing     | Ion Alexe Atanas Suvandshijev      |

### Tableau des médailles
| Place | Pays                 | Médaille d'or, Europe | Médaille d'argent, Europe | Médaille de bronze, Europe | Total |
| ----- | -------------------- | --------------------- | ------------------------- | -------------------------- | ----- |
| 1     | Union soviétique     | 4                     | 1                         | 2                          | 7     |
| 2     | Roumanie             | 2                     | 2                         | 3                          | 7     |
| 3     | Yougoslavie          | 2                     | 1                         | 1                          | 4     |
| 4     | Allemagne de l'Est   | 1                     | 1                         | 3                          | 5     |
| 5     | France               | 1                     | 0                         | 1                          | 2     |
| 5     | Hongrie              | 1                     | 0                         | 1                          | 2     |
| 7     | Pologne              | 0                     | 3                         | 2                          | 5     |
| 8     | Bulgarie             | 0                     | 1                         | 3                          | 4     |
| 9     | Allemagne de l'Ouest | 0                     | 1                         | 2                          | 3     |
| 10    | Espagne              | 0                     | 1                         | 1                          | 2     |
| 11    | Finlande             | 0                     | 0                         | 1                          | 1     |
| 11    | Pays-Bas             | 0                     | 0                         | 1                          | 1     |
| 11    | Écosse               | 0                     | 0                         | 1                          | 1     |
| Total | 13 pays médaillés    | 11                    | 11                        | 22                         | 44    |